# Aquaboulevard
L'Aquaboulevard è un complesso di edifici situato nel XV arrondissement di Parigi, tra il parco Suzanne-Lenglen, l'eliporto, Issy-les-Moulineaux e il boulevard périphérique. Comprende, su una superficie di più di sei ettari, un parco acquatico di 7000 m², dei centri benessere (comprendenti una palestra di 1400 m²), cinque campi da tennis, sei campi di squash, delle sale riunioni, degli uffici e un cinema.

## Storia
Il progetto era stato iniziato dal Comune di Parigi e da Michel Corbière, direttore del gruppo Forest Hill nel 1986. Con un investimento totale di 450 milioni di franchi, al posto dei 280 previsti, è stato inaugurato nel 1989 da Jacques Chirac, sindaco di Parigi. All'epoca era il più grande parco acquatico indoor d'Europa. Durante il suo primo anno, ha accolto un milione di visitatori per un incasso totale di 105 milioni di franchi, registrando tuttavia perdite per 32 milioni di euro. In seguito a queste difficoltà finanziarie, gli azionisti nel 1991 hanno aumentato il capitale sociale di 100 milioni di franchi e hanno ceduto una parte dei diritti per costruire sul terreno concesso dalla città.

## L'intervento di Gaumont e la situazione attuale
Dopo aver incontrato l'opposizione del governo francese, Gaumont ha aperto nel 1998 un complesso cinematografico di 14 sale e 2 500 posti per un investimento totale di 120 milioni di franchi. Nel 2004, il complesso ha accolto 5,3 milioni di visitatori di cui 890 000 unicamente per il parco acquatico e ha raggiunto un valore di 24,3 milioni di euro.